# Dose efficace
La dose efficace è una grandezza prevista dal sistema di radioprotezione della Commissione internazionale per la protezione radiologica (ICRP).
Definizione: somma ponderata delle dosi equivalenti ai vari organi e tessuti causata da irradiazioni interne o esterne.
I pesi {\displaystyle w_{t}} che si usano in questo contesto tengono conto della diversa radiosensibilità degli organi e dei tessuti irraggiati. È quindi possibile scrivere la relazione matematica che la lega alla dose equivalente:
{\displaystyle E=\sum _{t}w_{t}\,H_{t}}
e, come la dose equivalente, si misura in sievert.
I fattori di sensibilità {\displaystyle w_{t}}  sono in costante revisione da parte di organi internazionali preposti allo scopo, e variano anche in funzione dell'evoluzione delle conoscenze mediche. I valori dei fattori di sensibilità per i vari organi sono riportati nella tabella
|               | {\displaystyle w_{t}} | {\displaystyle w_{t}} |
| Organo        | 2003                  | 2008                  |
| ------------- | --------------------- | --------------------- |
| corpo intero  | 1                     | 1                     |
| gonadi        | 0.20                  | 0.08                  |
| midollo osseo | 0.12                  | 0.12                  |
| colon         | 0.12                  | 0.12                  |
| polmone       | 0.12                  | 0.12                  |
| stomaco       | 0.12                  | 0.12                  |
| mammella      | 0.05                  | 0.12                  |
| vescica       | 0.05                  | 0.04                  |
| fegato        | 0.05                  | 0.04                  |
| esofago       | 0.05                  | 0.04                  |
| tiroide       | 0.05                  | 0.04                  |
| cervello      | -                     | 0.01                  |
| cute          | 0.01                  | 0.01                  |
| ossa          | 0.01                  | 0.01                  |
| altri tessuti | 0.05                  | 0.12                  |

È importante precisare che l'irraggiamento (e quindi il conseguente rilascio di dose ) avviene tramite due canali: irraggiamento esterno, dovuto all'esposizione del corpo ai radionuclidi presenti nell'ambiente o a radiazioni ionizzanti prodotte da un tubo radiogeno e irraggiamento interno, causato dall'ingestione o dall'inalazione di sostanze contenenti isotopi radioattivi. Tipico caso risulta essere l'inalazione di radon-222. Nel caso dell'inalazione è importante considerare anche tutte le sostanze volatili e i radionuclidi che si legano a particelle in grado di restare in sospensione nell'aria, ed eventualmente anche i figli di ogni sostanza.
È altrettanto importante precisare che nel caso dell'irradiazione esterna, così come solitamente viene intesa, la dose è somministrata in un tempo definibile istantaneo, mentre nel caso di sostanze radioattive la dose agli organi o ai tessuti interessati viene somministrata in tempi che si possono definire dipendere dal comportamento fisico-chimico e biologico della sostanza radioattiva comunque incorporata. Nel caso di sostanze radioattive comunque incorporate, si parla di dose efficace impegnata. Quindi dose efficace impegnata (ma anche dose equivalente impegnata): se ricevute da un organo o da un tessuto, in un determinato periodo di tempo, in seguito all'introduzione di uno o più radionuclidi.